# Grande-Rivière Château
Grande-Rivière Château község Franciaország Burgundia-Franche-Comté régiójában, Jura megyében. Új községként 2019. január 1-jén jött létre Grande-Rivière és Château-des-Prés község egyesítésével.A korábbi községek egyesülésekor az új község lélekszáma 654 fő lett. Lakosainak száma 633 fő (2022. január 1.).

## Népesség
| Lakosok száma | 628  | 626  | 626  | 632  | 632  | 633  |
|               | 2017 | 2018 | 2019 | 2020 | 2021 | 2022 |